# هايتي (ألبرتا)
هايتي (بالإنجليزية: Hythe, Alberta)‏ هي قرية تقع في كندا في ألبرتا. يقدر عدد سكانها بـ 820 نسمة ومساحتها 4.12 كم2 وترتفع عن سطح البحر 745 متر.